# HD 32188
HD 32188 är en ensam och misstänkt variabel stjärna belägen i den mellersta delen av stjärnbilden Kusken, mellan Eta och Zeta Aurigae. Den har en skenbar magnitud av ca 6,08 och är svagt synlig för blotta ögat där ljusföroreningar ej förekommer. Baserat på parallaxmätning inom Hipparcosuppdraget på ca 1,1 mas, beräknas den befinna sig på ett avstånd på ca 3 000 ljusår (ca 920 parsek) från solen. Den rör sig närmare solen med en heliocentrisk radialhastighet på ca –0,7 km/s.

## Egenskaper
HD 32188 är en vit till blå jättestjärna av spektralklass A2 IIIshe där suffixet anger att den är en skalstjärna,  vilket betyder att den har ett ovanligt spektrum som anger att det finns en omgivande gasskiva vid stjärnans ekvator. Även om spektralluminositetsklassen är III, tyder analys av dess färg och magnitud på att den mer liknar en superjättestjärna. Den har en radie som är ca 30 solradier och har ca 2 400 gånger solens utstrålning av energi från dess fotosfär vid en effektiv temperatur av ca 7 350 K.